# Danduk Kuular
Kuular Donduk (tuvinià: Куулар Дондук) (1888-1932) fou un polític de Tannú Tuva. Antic monjo lamaïsta, Donduk proclamà el 1921 la independència de Tannú Tuva. Més tard es convertí en membre del Partit Republicà Revolucionari de Tuva, i el 1924 es convertí en cap d'estat. Va establir llaços amb la República Popular de Mongòlia, a causa del fet que Tuva era un estat molt recent. Aquesta política independent respecte a la Unió Soviètica molestà Stalin. D'altra banda, Donduk intentà que els lames col·laboressin amb el seu govern. En 1926 el budisme fou proclamada com a religió de l'estat. En novembre de 1926 assolí el càrrec de Ministre-President i el nom de la República Popular de Tannú Tuva fou canviat a República Popular Tuviniana.
El creixement de la independència de Tuva augmentà la irritació del Kremlin, qui en 1929, donà un cop d'estat comunista a la 'Universitat de treballadors de l'Extrem Orient' dirigit per Saltxak Toka, graduat a Moscou. Donduk va perdre el càrrec i fou substituït per un govern més pro-rus. Toka esdevingué el 1932 secretari general del Partit Popular Revolucionari de Tuva (TPRP). Poc després Donduk fou executat.